# Vasco José Taborda Ribas
Pour les articles homonymes, voir Taborda et Ribas.
Vasco José Taborda Ribas (Curitiba, 18 septembre 1909 - ibidem, 3 avril 1997) est un avocat, écrivain, professeur et linguiste brésilien.
Il étudie au Ginásio Paranaense (actuel  Colégio Estadual do Paraná ) y et le droit à l'Université fédérale du Paraná.  
Il est promoteur de la Justiça Militar no Brasil, secrétaire géneral du Tribunal de Contas do Paraná, directeur du Departamento de Serviço Social do Paraná, procurateur du Tribunal de Contas do Paraná, bibliothécaire de l'Instituto Neopitagórico et membre des institutions : Círculo de Estudos Bandeirantes, PEN Clube do Brasil, etc.,.

## Œuvres
- Saturnópolis (1940)
- Um Episódio da Ocupação de Curitiba pelas Forças Federalistas em 1894 (1944)
- O Sete Orelhas
- Sapé
- Rocha Pombo (1958)
- Euclides da Cunha (1959)
- Rodrigo Junior (1960)
- Leôncio Correia (1960)
- Antologia do Folclore Brasileiro (1962)
- O Fisquim (1963)
- A Estrela e Eu (1963)
- Varredores da Madrugada
- Antologia de Trovadores do Paraná
- Antologia dos Poetas Paranaenses
- Trufas
- Muçaraí - Movimentos Poéticos (1970)
- Almenara - Meditação (1975)
- Trovadores do Brasil;
- Dicionário Cultural da Língua Portuguesa
- Roteiro - Viagem à Amazonia (1978)